# Condado de Larrea
El Condado de Larea es un título nobiliario español creado el 23 de septiembre de 1723 por Archiduque Pretendiente Carlos de Austria, a favor de José de Larrea y González-Hermoso, comisario del derecho de medias anatas en el Reino de Sicilia.

## Condes de Larrea
|                                          | Titular                                  | Periodo                                  |
| Creación por Ardiduque Carlos de Austria | Creación por Ardiduque Carlos de Austria | Creación por Ardiduque Carlos de Austria |
| ---------------------------------------- | ---------------------------------------- | ---------------------------------------- |
| I                                        | José de Larrea y González-Hermoso        | 1723-¿?                                  |
| Rehabilitación por Alfonso XIII          |                                          |                                          |
| II                                       | Mariano de Foronda y González-Bravo      | 1930-1961                                |
| III                                      | Mariano de Foronda y Gómez               | 1961-1975                                |
| IV                                       | Mariano de Foronda y Huergo              | 1975-2013                                |
| V                                        | Mariano de Foronda y Fernández-Madero    | 2013-actual titular                      |

## Historia de los condes de Larrea
- José de Foronda y González-Hermoso, I conde de Larrea desde el 23 de septiembre de 1723.

Rehabilitado en 1930 por:
- Mariano de Foronda y González-Bravo (El Escorial de Madrid, España, 14 de septiembre de 1873 - Foronda de Álava, ib., 17 de julio de 1961), II conde de Larrea y además II marqués de Foronda y I conde de Torre Nueva de Foronda.

1. Casó con María de las Mercedes Gómez y Uribarri. Le sucedió, por distribución, su hijo:

- Mariano de Foronda y Gómez (1909-1975), III conde de Larrea.

1. Casó con Julia Elena Huergo y Jorge. Le sucedió su hijo:

- Mariano de Foronda y Huergo (Buenos Aires, Argentina, ca. 1940 - ib., 27 de febrero de 2013), IV conde de Larrea.

1. Casó con Elena Fernández Madero.
2. Casó con Mónica Elvira Guardado.

Le sucede de su primer matrimonio su hijo:
- Mariano de Foronda y Fernández-Madero, V conde de Larrea

1. Casado con Ana Catalina Berardi Wilson